# Albertus Pictor

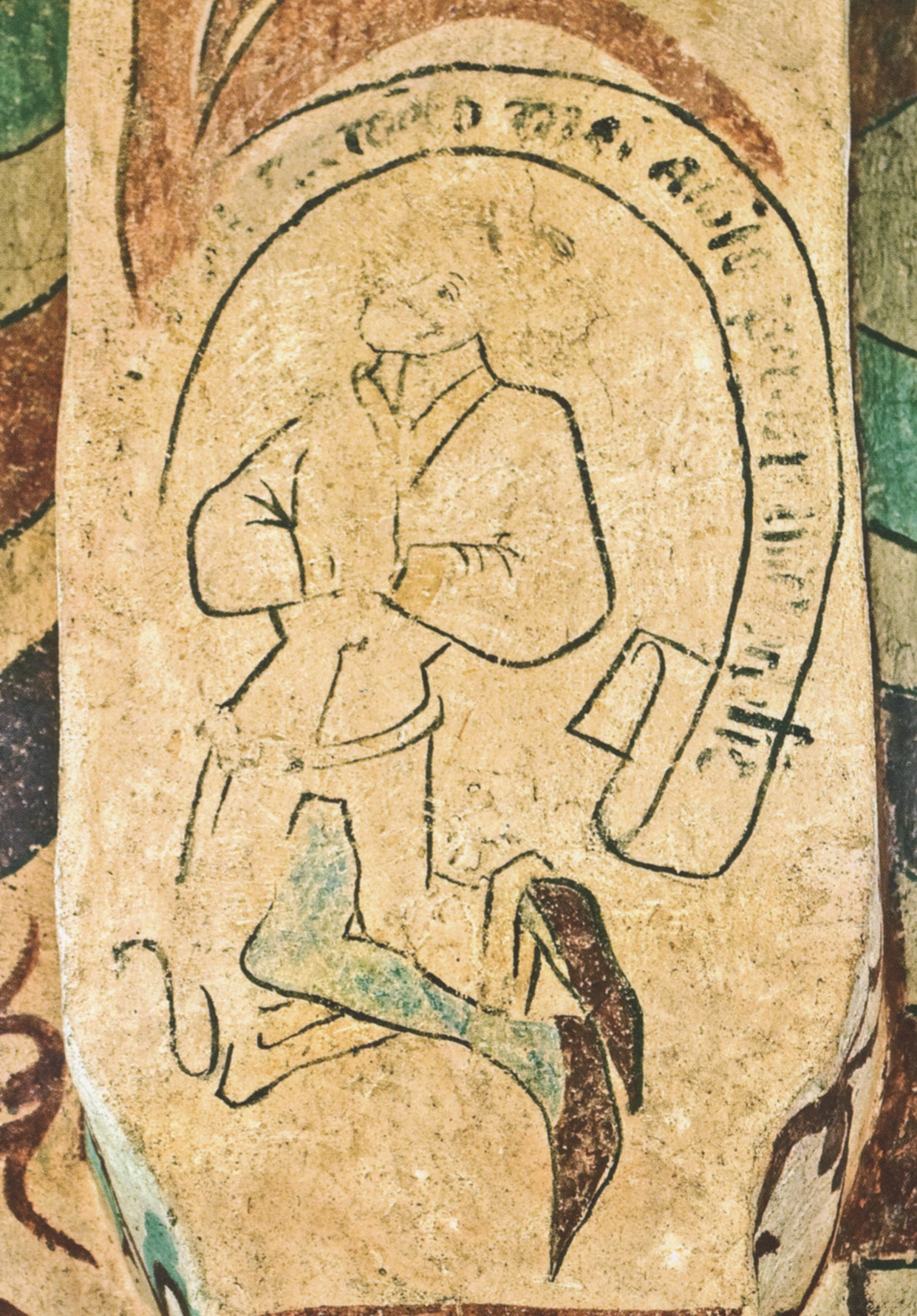
Selbstporträt in der Kirche von Lid (Södermanland)

Albertus Pictor (deutsch Albert der Maler), auch Albrekt Pärlstickare, Albert målare (* vermutlich 1440 in Immenhausen; †  nach 1509 in Stockholm) war ein spätgotischer schwedischer Maler und Perlensticker.

## Leben
Albertus Pictor wurde vermutlich 1440, spätestens 1450, in der hessischen Stadt Immenhausen geboren. 1465 wurde er als Einwohner von Arboga erstmals in Schweden urkundlich erwähnt. Er arbeitete zunächst als Lehrling von Holmger Knutsson, wie aus der Signatur in der Kirche von Ösmo in Södermanland hervorgeht. Der Geselle Albertus Pictor arbeitete auch weiterhin bei Holmger Knutsson, dem die Wandmalereien in den sörmländischen Kirchen von Torshälla, Ösmo und Vadsbro stilistisch zugeschrieben werden. Sein eigener Künstlername erscheint in einigen Signaturen dieser Wandmalereien.
In Sala und Solna schufen Albertus Pictor und Holmger Knutsson gemeinsam die Kirchenausmalung. 1473 heiratete Albertus Anna, die Witwe des Malers Johan Målare, und zog nach Stockholm. Er kam durch die Heirat in den Besitz einer gut eingearbeiteten Künstlerwerkstatt. In den Stadtbüchern von Stockholm wurde er abwechselnd als Maler und Perlensticker verzeichnet und besaß zwei Steinhäuser in Norreport. Er zahlte in den Jahren 1501 bis 1507/1508 mehr Steuern als jeder andere seiner Handwerkskollegen. Dabei war er nicht nur leiter des Atelies, sondern auch ein vielseitiger Unternehmer, der die Kirchen mit feinen Gewändern und anderen Textilien belieferte.
In den folgenden Jahren schuf Albertus Pictor Wandmalereien in rund 30 Kirchen (darunter Bromma kyrka, Floda kyrka (Södermanland), Härkeberga kyrka und Täby kyrka). Er wurde im spätgotischen Schweden zum sakralen Kirchenmaler mit dem umfangreichsten Werk. Zu Beginn des 16. Jahrhunderts zahlte er weit höhere Steuern als seine vergleichbaren Künstlerkollegen und war ein hochgeachteter Bürger Stockholms. 1509 wird er letztmals erwähnt, als er bei einer Gildezusammenkunft gegen Bezahlung musizierte.
In Ingmar Bergmans Filmklassiker Das siebente Siegel (1957) tritt Albertus Pictor als Nebenrolle auf, gespielt von Gunnar Olsson.

## Malerisches Werk
Albertus Pictors Wandmalerei an Gewölben und Wänden ist stets der Architektur untergeordnet. Unter Verwendung einer reichen Ornamentik, besonders üppigen Rankenwerks, schaffte er Übergänge zwischen den einzelnen figürlichen Motiven.
Zunächst zeigte sich in der fast körperhaften  Malerei deutlich der Einfluss seines Meisters Holmger Knutsson, der die vorangegangene norddeutsche inspirierte schwedische Wandmalerei mit zierlichen, vielteiligen Kompositionen erneuerte und dabei als Vorlage besonders die Stiche des Meisters E S nutzte. Doch allmählich entfernte sich Albertus Pictors von diesem künstlerischen Ansatz. Sein erneuerter Stil wurde weniger rhythmisch, die Formen waren kräftiger und die Menschentypen sichtbar gröber. Er folgte neuen Vorbilder, z. B. dem des Meister des Hausbuches, dessen Realismus zu dieser Zeit die höfisch idealisierende Auffassung verdrängte. Dieser Stilwechsel führte Albertus Pictor zu einem neuen vereinfachten Stilideal, das so ausdrucksvoll in der schwedischen Kunst noch nicht auftrat.
Seit 1470 ließ er sich besonders von Kompositionen der Biblia pauperum und der Ars moriendi sowie herausragenden Einzelblättern von Kollegen anregen, ohne dass sich der Stil seiner schematischen Figurendarstellung wandelte. Um 1480 entstand Deckengemälde, das den Propheten Jona zeigt, der von der Besatzung eines åländischen Schoners ins Meer geworfen, von einem Wal verschlungen und später wieder ausgespuckt wird.
Der lebensfrohe, fast heitere Duktus des Malers geht einher mit einer klaren, prächtig ausgeführten Farbskala.

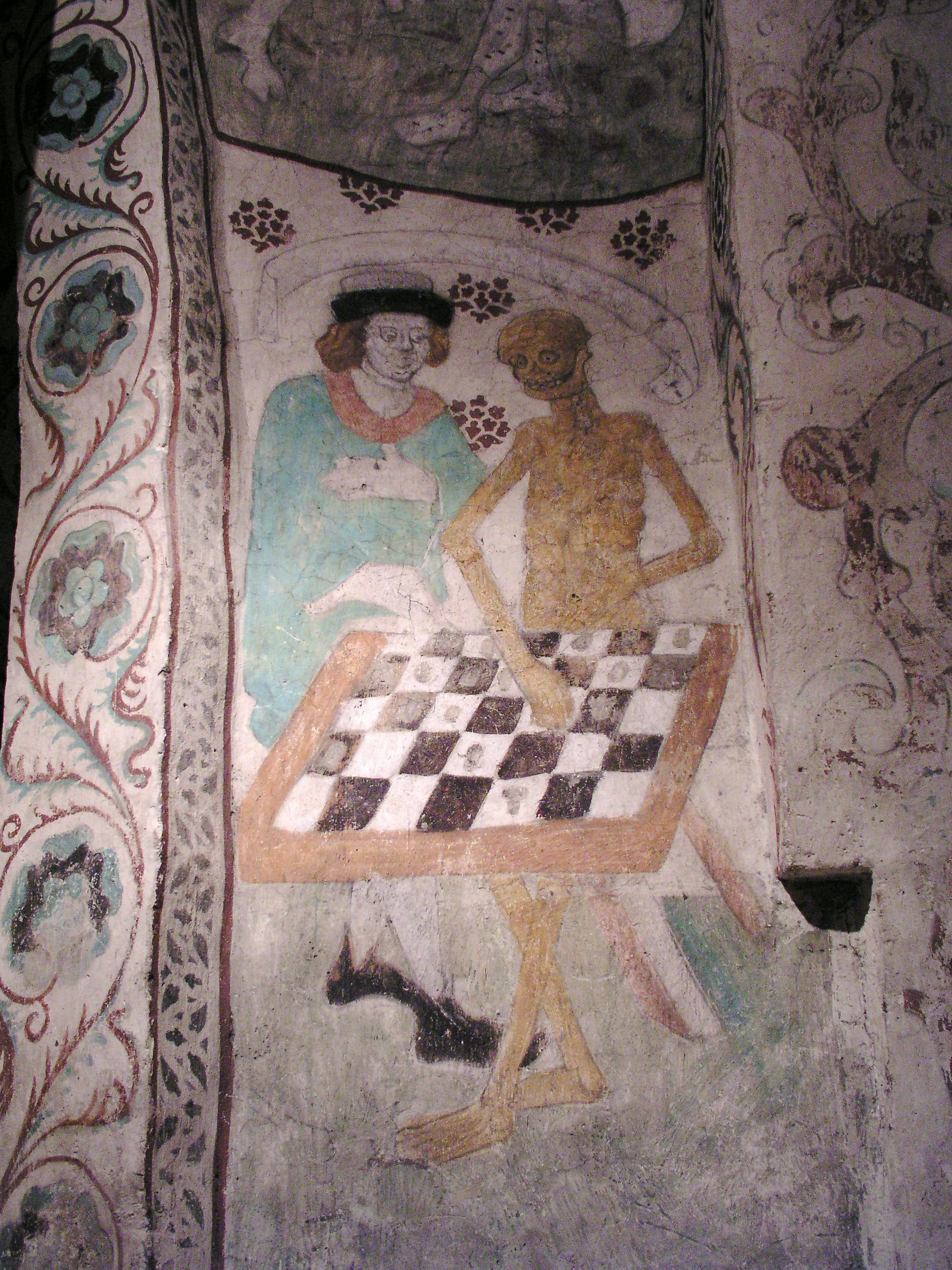
Der Tod spielt Schach in der Kirche von Täby (Täby kyrka)
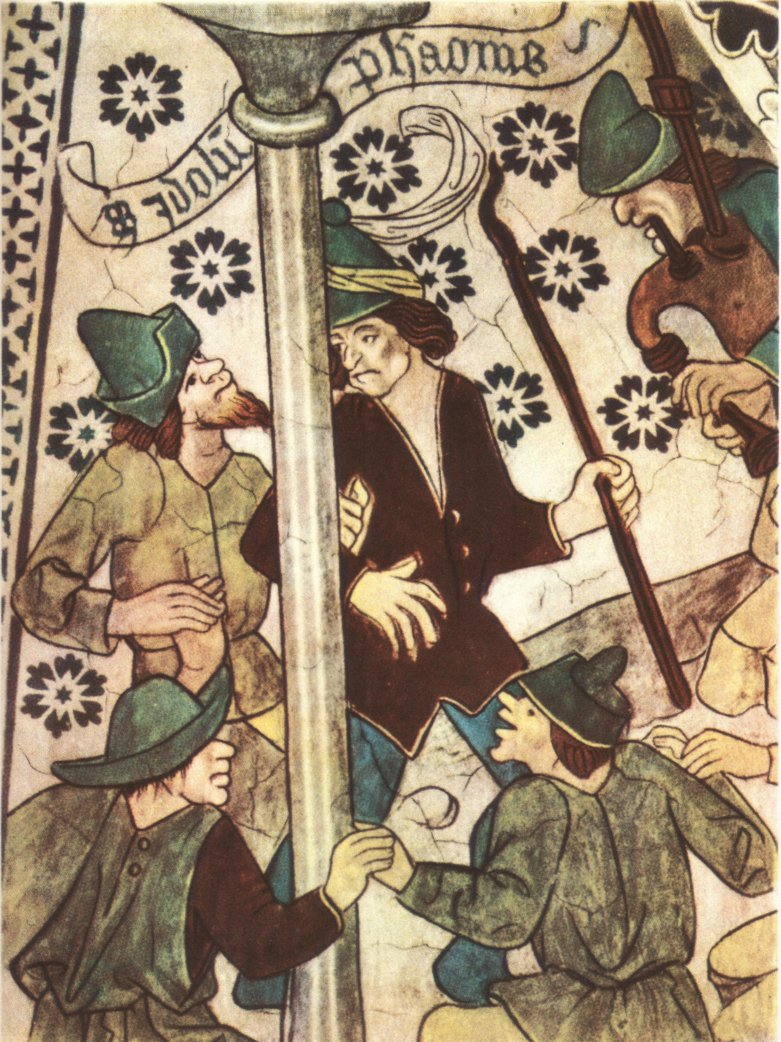
Tanzende Bauern in der Kirche von Härkeberga (Härkeberga kyrka) um 1480
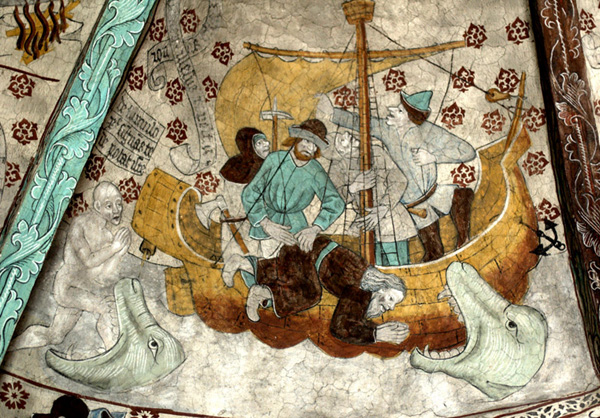
Schiff mit dem Propheten Jona
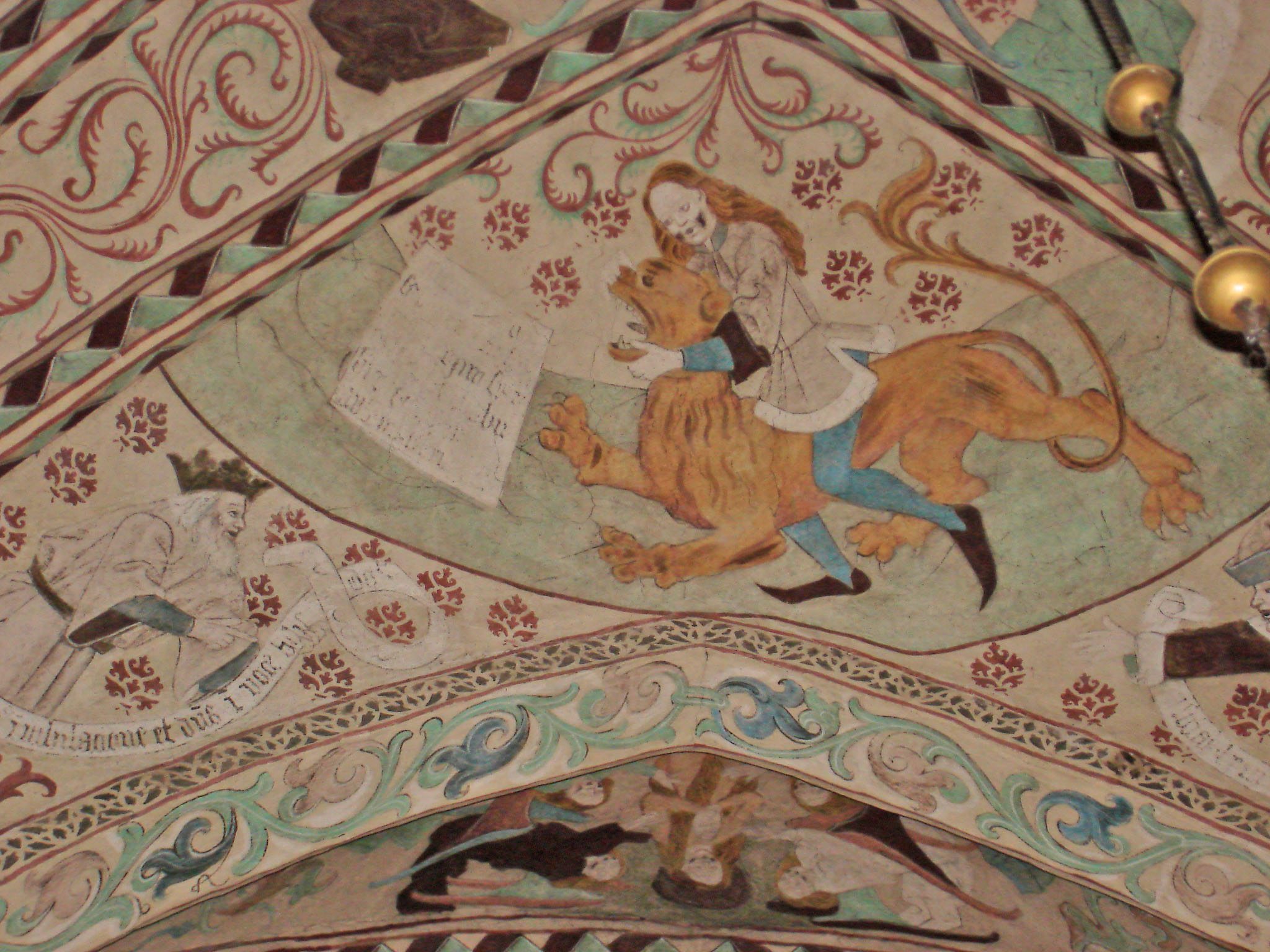
Wandmalerei in der Kirche von Floda (Katrineholm)
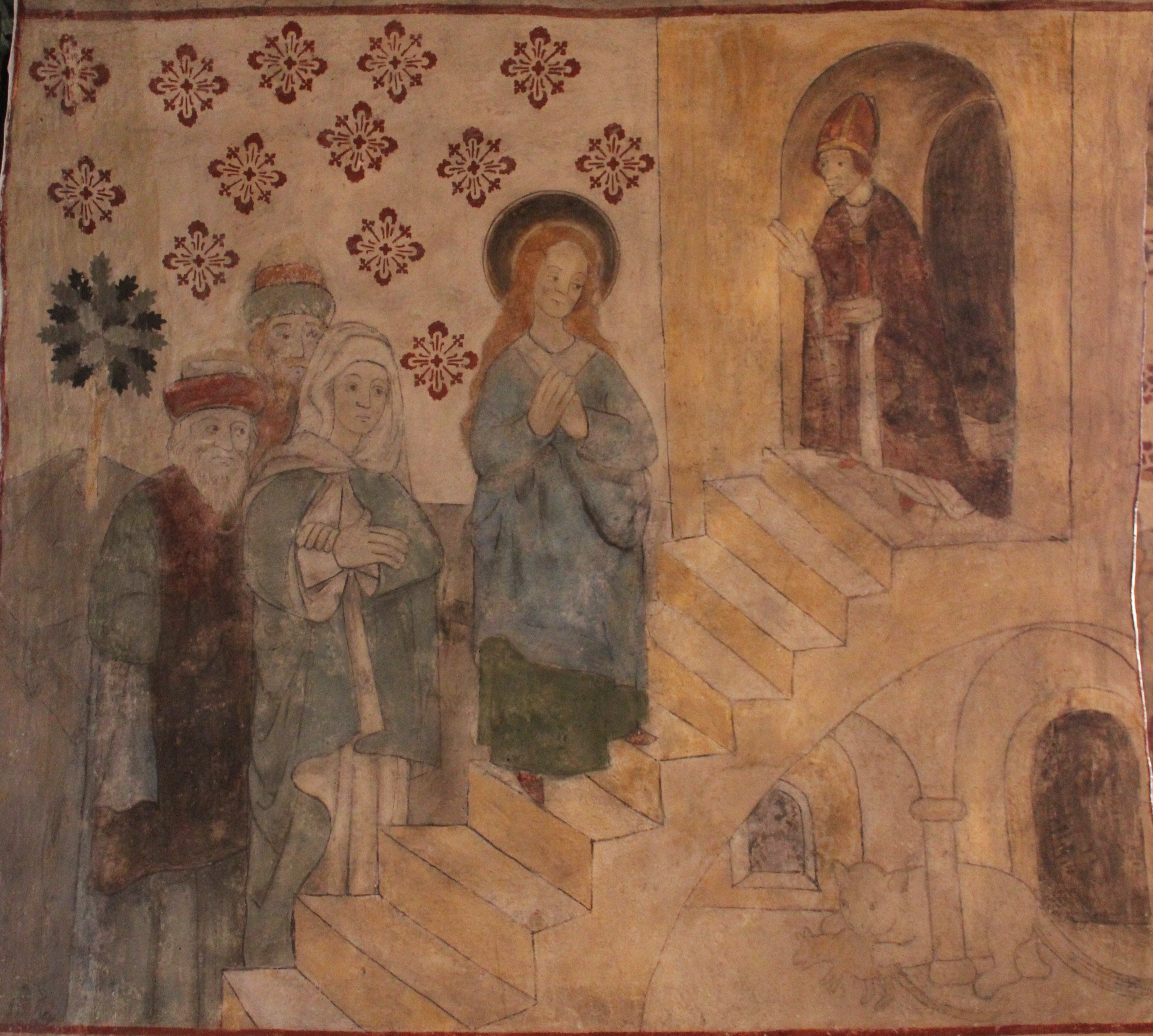
Wandmalerei in der Kirche von Bromma

## Textilgestalter und Perlensticker
Aus Albertus Pictors Textilwerkstatt sind beinahe 30 Stickereien erhalten, insbesondere liturgische Gewänder, z. B. das prachtvolle Marienmessgewand der Domkirche Uppsala sowie die Sargdecke für Holmger Knutsson in Skokloster. Die stilistischen Beziehungen zwischen den textilen Werken und den Gemälden werden besonders in der farbigen Gestaltung deutlich. Albertus Pictors Perlstickerwerkstatt steht in der Tradition der Danziger Perlenstickerei. Im Jahr 1949 wurden 27 Textilarbeiten, die ihm oder seiner Werkstatt zugeschrieben werden, in einer Ausstellung im Historischen Museum Stockholm gezeigt.

## Nachfolger
Albertus Pictors hatte eine Reihe künstlerischer Nachfolger, die jedoch keinen entscheidenden Einfluss auf die Nachwelt hinterließen.

## Ausstellungen
- 1949: Albertus Pictor målare och pärlstickare utställning Historisches Museum Stockholm